# What If… Ultron Won?
«What If… Ultron Won?» (с англ. — «Что, если… Альтрон победил бы?») — восьмой эпизод первого сезона американского анимационного телесериала «Что, если…?», основанного на одноимённой серии комиксов издания Marvel Comics.
В нём исследуется, что было бы, если события фильма «Мстители: Эра Альтрона» произошли бы по другому, в которых Альтрону удаётся захватить тело Вижна и переместить в него свой разум. Сценаристом эпизода был Мэтью Чонси, а режиссёром — Брайан Эндрюс.
Джеффри Райт ведёт рассказ в роли Наблюдателя. Сериал начал разрабатываться в сентябре 2018 года. Вскоре к его производству присоединился Эндрюс, и многие актёры ожидали, что снова сыграют свои роли из фильмов. Штефан Франк был руководителем анимации.
«Что, если… Альтрон победил бы?» был выпущен на «Disney+» 29 сентября 2021 года.

## Сюжет
В 2015 году Тони Старк создаёт защитную программу «Альтрон», чтобы держать Землю в безопасности и хранить мир во всём мире. Однако Альтрон приходит к выводу, что Земле нужна эволюция, а не мир. Мстителям не удаётся перехватить новое тело для Альтрона, в результате чего, последний захватывает тело Вижна и переносит в него свой разум. Обретя новое тело, Альтрон убивает своего создателя и большинство Мстителей, а затем, с помощью ядерных кодов запускает ядерные ракеты, направив их во все стороны планеты, истребляя человечество.
На Землю прибывает Танос в поисках Камня Разума, чтобы завершить свой замысел по уничтожению половины жизни во Вселенной. Альтрон мгновенно разрубает Таноса пополам и забирает все Камни Бесконечности себе, и используя их, уничтожает Асгард, Сакаар, Ксандар и многие другие планеты. Вместе с этим он убивает Стражей Галактики и Кэрол Дэнверс. После этого, одинокий и не имеющий цели Альтрон задаётся вопросом, что делать дальше, пока не начинает слышать Наблюдателя и не узнаёт о существовании Мультивселенной.
Единственные выжившие Мстители — это Наташа Романофф и Клинт Бартон, которые каждый день сражаются с дронами Альтрона. В поисках конфиденциальных файлов на базе КГБ в Москве, которые могли бы помочь им победить Альтрона, Бартон выражает своё разочарование по поводу спасения мира, утверждая, что устал от попыток спасти мир, что огорчает Наблюдателя. Однако Наташа убеждает его продолжать борьбу и находит несколько файлов об Арниме Золе, учёном из «Гидры», который загрузил своё сознание в компьютер после смерти. Они едут в лабораторию в Сибири и вынуждают Золу помочь им, так как загрузившись в разум Альтрона, он сможет уничтожить его изнутри.
Наблюдатель надеется, что этот мир будет спасён, но Альтрон находит путь в его обсерваторию и атакует. Бартон, Романофф и Зола попадают в засаду дронов. Зола загружается в одного из них. Бартон жертвует своей жизнью, чтобы Наташа и Зола могли сбежать, аргументируя это тем, что он устал сражаться. Оказавшись в безопасности, Зола сообщает ей, что не может загрузиться в разум Альтрона, поскольку его больше нет в их вселенной.
Альтрон и Наблюдатель сражаются, перескакивая из одной вселенной в другую до тех пор, пока Альтрон не побеждает Наблюдателя и не вынуждает его бежать, занимая его обсерваторию, чтобы «нести мир» в бесчисленные вселенные, которые ему открылись. Не имея других вариантов, Наблюдатель встречается с «Верховным» Стрэнджем, которого он ранее оставил на произвол судьбы, и просит его о помощи.

## Музыка
1 октября 2021 года «Marvel Music» и «Hollywood Records» выпустили саундтрек к эпизоду в цифровом формате, включающий в себя музыку композитора Лоры Карпман.
| №                   | Название            | Длительность |
| ------------------- | ------------------- | ------------ |
| 1.                  | «Clock»             | 2:19         |
| 2.                  | «Path to Peace»     | 0:58         |
| 3.                  | «The Distinction»   | 0:54         |
| 4.                  | «Fascinating»       | 2:17         |
| 5.                  | «Can't Win»         | 1:06         |
| 6.                  | «Aware»             | 4:31         |
| 7.                  | «My Purpose»        | 2:00         |
| 8.                  | «Ninety Seconds»    | 1:55         |
| 9.                  | «Sound Promising»   | 1:18         |
| 10.                 | «Keep Moving»       | 1:13         |
| 11.                 | «Entire Multiverse» | 1:22         |
| 12.                 | «Natural Order»     | 1:21         |
| Общая длительность: | Общая длительность: | 21:14        |

## Маркетинг
После выхода эпизода «Marvel» выпустила постер с изображением Альтрона и Наблюдателя вместе с цитатой из эпизода. Также Marvel анонсировала товары, вдохновлённые эпизодом, в рамках еженедельной акции «Marvel Must Haves» для каждого эпизода сериала, включая одежду, аксессуары и «Funko Pop» с Альтроном.

## Реакция
Том Йоргенсен из «IGN» даёт эпизоду оценку 8 из 10 и пишет, что мультсериал «находит ещё больший успех, возрождая побеждённого злодея из оригинальной „Эры Альтрона“, давая роботу-убийце шанс проявить себя с полным набором Камней Бесконечности в его распоряжении». Кристин Говард из «Den of Geek» поставила эпизоду 4 звезды из 5 и написала, что «в этом эпизоде было несколько моментов», когда она была «искренне потрясена представленной анимацией». Рауль Веласкес из Game Rant оценил эпизод в 4,5 звёзд из 5. Пуджа Дараде написала на сайте leisurebyte.com, что этот эпизод «стоит каждой минуты [для просмотра]».

## Комментарии
1. ↑  События фильма «Мстители: Эра Альтрона» (2015).
2. ↑  Неудача Мстителей — это момент, когда события эпизода расходятся с событиями фильма «Мстители: Эра Альтрона» (2015), создавая новую альтернативную вселенную.
3. ↑  События четвёртого эпизода «Что, если… Доктор Стрэндж потерял бы своё сердце вместо рук?».